# 結城秀康
結城 秀康（ゆうき ひでやす）は、安土桃山時代から江戸時代初期にかけての武将、大名。越前国北ノ庄藩（福井藩）初代藩主。越前松平家の祖。結城氏第18代当主。
徳川家康の次男で、豊臣秀吉の養子となり羽柴 秀康（はしば ひでやす）を名乗ったが、その後、結城晴朝の養子となり、結城の通称で呼ばれるようになった。通説では関ヶ原の戦いの後に越前国を領してから松平姓を名乗ったとされ、松平 秀康（まつだいら ひでやす）と呼ばれるが、一次史料でこの時期に称した名字は明らかとなっていない。

## 生涯

### 出生
天正2年（1574年）2月8日、徳川家康の次男として遠江国敷知郡宇布見村（現・浜松市中央区雄踏町）で生まれた。母は永見吉英の娘・於古茶（長勝院）。幼名は於義伊（於義丸 / 義伊丸 / 義伊松）と名づけられた。
誕生地は、今川氏の時代より代官や浜名湖周辺の船・兵糧の奉行を務める源範頼の系譜である領主・中村源左衛門正吉の屋敷であった。現存する同屋敷（建築物は江戸初期）内には、家康お手植えの梅の木「秀康の胞衣塚」が残る。この縁により、のちの歴代福井藩主は参勤交代の際、中村家で供応を受ける慣例が続いた。
『柳営婦女伝系』によると、秀康は双子で誕生し、弟はすぐに亡くなったとされている。ただし、生母の実家である知立神社に伝来する「知立明神古文書」では、弟は知立神社の神職となり永見貞愛を称し31歳まで生きたとされる。「知立明神古文書」には秀康から送られた手紙などが含まれており、年二千俵の援助を行っていたという。
家康の正室・築山殿は長勝院が家康の子供を妊娠したことについて、承認しなかったため浜松城内から退去させられたとされる。それは正妻としての権限であった。正妻は、別妻や妾として承知するどうかの権限を持っていたと考えられる。築山殿は長勝院を家康の妾とすることを承知していないにもかかわらず妊娠したために、女房衆から追放したのである。それが江戸時代になると、妻の嫉妬などという、矮小化した理解になっている。秀康を妊娠した長勝院は重臣の本多重次の差配により出産した。城内から追放されたということは、生まれてくる子供を家康の子供として承認しないことを意味していた。

### 少年期
秀康は10歳になる頃まで宇布見村にて中村源左衛門や本多重次のもとで育てられ武士としての心得や作法、武芸など叩き込まれたという。築山殿が承認しない子供であったため、家康もまた認知できなかった。そのため家康とは満3歳になるまで対面を果たせなかった。その対面も、あまりの冷遇を受ける異母弟を不憫に思った兄・信康による取りなしで実現したものであったという。ただ､父子対面はあったかもしれないが、それで家康の子として認知されたわけではなかった。築山殿が死去してから秀康は家康の子として認知されたのである。
冷遇の理由は、築山殿をはばかったためとも、双子で生まれてきたことにあるともされるが、寛永11年（1634年）に書かれた『中村家御由緒書』には「本多作左衛門が家康に委細を言上に及んだところ、家康には何か考えることがあり、お取り上げが難しいということになり」とだけ書かれている。研究者の小楠和正は武田勝頼との戦いに直面していたために家康は秀康を浜松城に引き取る機会も、対面する機会も持てなかったのではないかと推定している。
天正7年（1579年）、武田勝頼との内通疑惑から織田信長の命令により、信康が切腹させられる（近年では信康が家康と対立したために切腹させられたとされる説も有力）。このため、次男である秀康は本来ならば徳川氏の次の後継者となるはずであった。
しかし、天正12年（1584年）の小牧・長久手の戦いの後、家康と羽柴秀吉が和睦の条件として、秀康は秀吉のもとへ養子（徳川家や本願寺の認識、秀吉側の認識は人質）として送られ、家康の次の後継者は異母弟の長松（後の徳川秀忠）とされた。黒田基樹は信康切腹の前年（天正6年）には既に父子関係は悪化しており、家康は信康の処分を見越して信康の代わりとなる嫡男候補を儲けるための子作りを始め、実際に秀忠が誕生したことにより、信康の処断を決断したとしている。黒田説に従えば、秀忠の誕生時点で、家康は信康を廃嫡して秀忠を後継者にすることを決めていたことになる。

### 羽柴家（豊臣家）の養子となる
大坂へは、石川勝千代（石川康勝）と本多仙千代（本多成重）が従った。家康より「童子切」の刀と采配を餞別として授けられた。
天正12年（1584年）12月12日、羽柴秀吉の養子として「羽柴三河守秀康」と名乗る。河内国に1万石を与えられた。
『国事叢記』によれば、このとき、従五位下三河守となる。天正13年（1585年）7月11日、秀吉が関白に任じられたとき、秀康は従四位下侍従。天正16年（1588年）、正四位下左近衛権少将となった。
一方、「結城系図」では、天正12年（1584年）、従四位下侍従に叙任。天正13年（1585年）7月11日、左近衛少将・三河守となっている（黒田基樹は、天正13年10月4日、侍従に任官としている）。なお、「結城系図」でも、「異本云」として、この日（7月11日）、従四位下侍従兼三河守となり、天正14年に正四位下左近衛少将となったことを記載している。
この間、父・家康が上洛しないことに対して、「秀吉は秀康を殺害しようとしている」との流言も上がった。
天正15年（1587年）、14歳のとき、九州征伐で初陣を果たし、豊前国岩石城攻めで先鋒を務めた。続く日向国平定戦でも抜群の功績を挙げた。天正16年（1588年）、豊臣姓を下賜された。また4月までの時点で左近衛権少将・三河守に任官し、「三河少将」と呼ばれた。
天正17年（1589年）、秀吉に実子の鶴松が誕生すると、秀吉は鶴松を生後4ヶ月で豊臣氏の後継者として指名。そのためほかの養子同様に、再び他家に出される。

### 結城家の養子となる
天正18年（1590年）7月、小田原征伐後、秀吉は奥州仕置のため宇都宮に移動した。この際、結城晴朝が宿泊の接待をし、このとき、秀吉に養子の話を持ち出した。秀吉は承諾し、秀康が晴朝の孫娘（江戸重通の次女）と婚姻して結城家の家督を継ぐこととした。同年8月6日、秀康は結城城に入り、結城領10万1000石を継ぎ、養父・晴朝は栃井城に移った。
その後も秀康は羽柴姓を称しており、羽柴結城少将と呼ばれた。黒田基樹は結城姓を称したことはなく、「結城少将」の結城はあくまで在所名であるとしている。
結城家を継いだ後、葛西大崎一揆鎮圧のため、奥州に出陣した。天正20年（1592年）からの文禄・慶長の役にも参加した。文禄元年（1592年）、文禄・慶長の役では、多賀谷三経や本多富正など1500人を率いて肥前国唐津に滞陣した。
この時期秀朝の諱を用いているが、慶長3年（1598年）10月までには秀康に諱を戻している。
慶長2年（1597年）9月28日には参議に任官し（公卿補任では、従四位下となっている）、公卿となったことで「結城宰相」などと呼ばれるようになった。

### 越前移封とその後

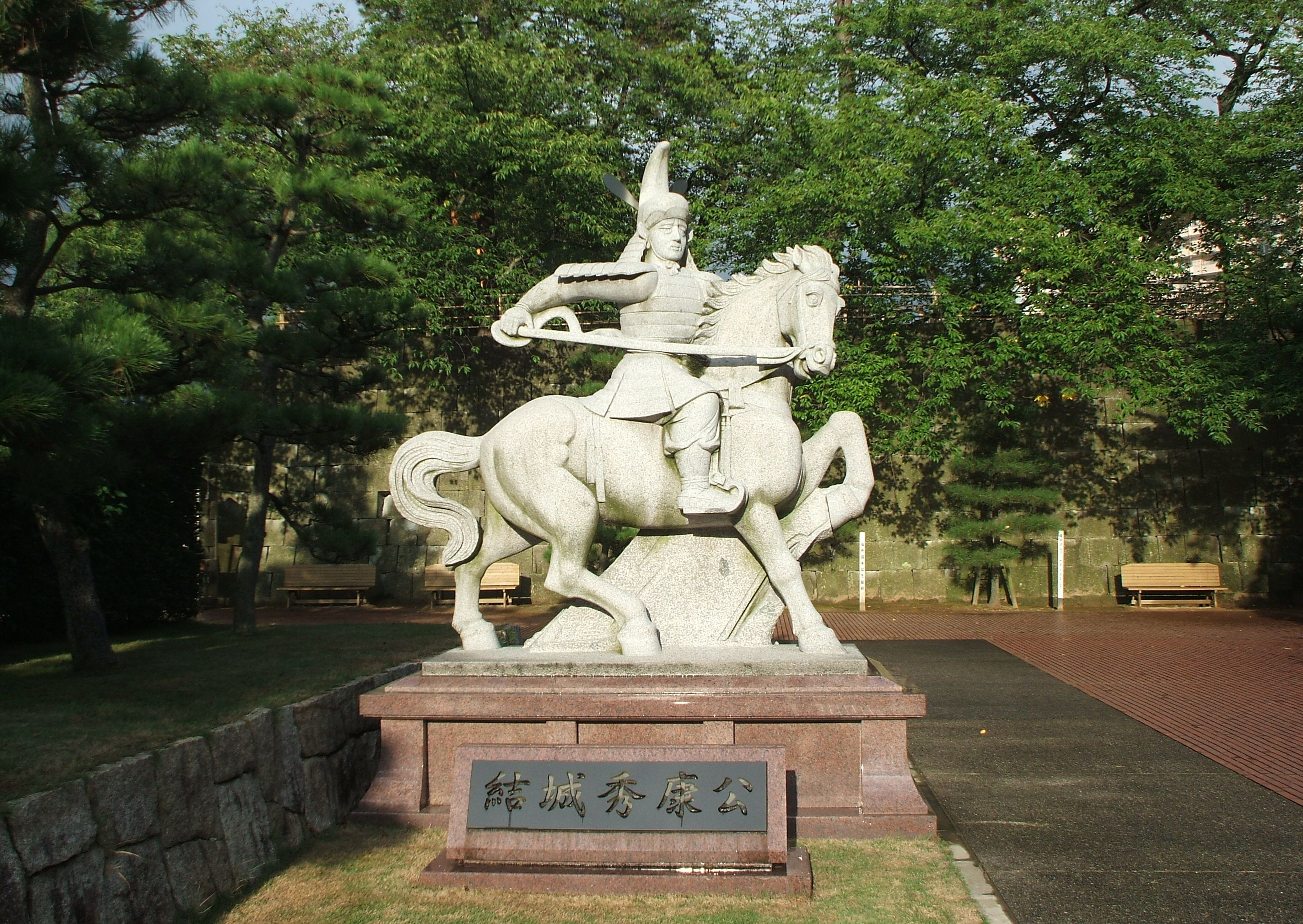
福井県庁（福井城跡）敷地内にある秀康の石像

慶長4年（1599年）から慶長5年（1600年）6月まで伏見城を守備した。同年6月8日、伏見を発って関東に向かい、関ヶ原の戦いの前哨戦である会津征伐に参戦する。上杉景勝に呼応するかたちで石田三成が挙兵すると、家康は小山評定を開いて諸将とともに西上を決める。このとき家康によって、本隊は家康自らが率いて東海道から、そして別働隊を秀忠が率いて中山道（東山道）を進軍することが決められ、秀康は宇都宮に留まり上杉景勝の抑えを命じられた。
同年9月7日、家康が伊達政宗にあてた手紙には秀康と相談して上杉に備えるよう指示していることから、家康は秀康の武将としての器量を評価しており、父子がそれぞれの立場をわきまえて生涯認めあっていたことは確かである。
同年11月、秀康は越前国北ノ庄68万石余に加増移封された（越前の他、信濃国、若狭国の一部）。結城旧来の家臣の中には越前への移転を拒否するものが少なくなく、それゆえこの越前移封は最終的な在地離脱の強制として機能したもので、その結果、秀康は自らの権力における旧族結城氏よりの継承面をほぼ払拭することができた。
慶長6年（1601年）8月14日頃、北ノ庄に入部した（大関文書）。
「越前松平家系図」などの後世の系譜類では、慶長9年に秀康が「本姓に復して徳川姓に改めた」という記述があるが、秀康が越前入封後に称していた名字が明確になる史料は存在していない。通説では「松平」姓を称していたとされるが、市村高男など否定する研究者もいる。黒田基樹は家康の子である秀康は、他の松平家の名跡を継がない限り松平氏を称することは歴史的に考えられないとしている。
慶長8年（1603年）1月11日、参議を辞退した。同年2月25日、従三位となる。
慶長10年（1605年）7月26日、権中納言へ昇任した。慶長11年（1606年）1月10日、権中納言を辞退した。同年9月21日には伏見城の留守居を命じられる。だが病を得て職務を全うできなくなったため、慶長12年3月1日に越前へ帰国し、そのまま閏4月8日に死去した。享年34。
死因は『当代記』に「日来唐瘡相煩、其上虚成」とあることから、梅毒だったとされる。また梅毒が直接の死因ではなく、梅毒による衰弱症が死因とする指摘もある。
なお、曲直瀬玄朔の『医学天正記』には、「越前宰相殿、瀉利・発熱・咽渇・五令ニ加滑」とあり、ほかの難病にもとりつかれていたようである。始めは結城家の菩提寺である曹洞宗孝顕寺（下総結城の孝顕寺から福井に分寺）で火葬され、孝顕寺殿前三品黄門吹毛月珊大居士と追号されたが、徳川家・松平家が帰依していた浄土宗による葬儀でなかったことを家康が嘆いたため、知恩院の満誉上人を招いて新たに浄土院（のちに運正寺と改称）を作り、ここに改葬して浄土宗での戒名も浄光院殿前森巖道慰運正大居士と新たに授与された。越前68万石は、嫡男・松平忠直が継いだ。

## 人物・逸話

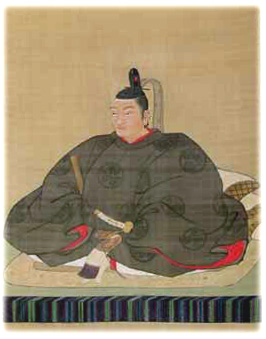
結城秀康像（運正寺蔵）

- 武将としての器量は一流で周囲からも認められており、武勇抜群、剛毅で体躯もよかったといわれている[13]。
- 堀瀬兵衛の息子が死去したときに、秀康は哀悼の意を表した情のこもった書状を送っている（『堀文書』）[4]。
- 伏見城において行われた秀忠将軍就任祝いの席で上杉景勝が秀康に上座を譲ろうとすると、秀康と景勝は同じ権中納言といえども、景勝の方がより早くその官位を受けているとして、先官の礼をもって上杉景勝に上座を譲ろうとして譲り合いになってしまったという。結局、秀忠の裁定で秀康が上座になったが、これを見た人々は秀康の礼節や謙譲の心の大きさに感心したという[13]。
- 鉄砲を所持したまま江戸に向かおうとして、碓氷峠の関所で止められたが、秀康は自家が徳川家中で別格扱いであるのにそれを知らずにいた不届きな関守を成敗するとした。このため関守はおそれて江戸にうかがいを立てたが、江戸の徳川秀忠は、「兄上に殺されなかっただけ幸いであった」と言って事態は収まったという[41]。
- 慶長5年（1600年）、大坂城西ノ丸で、家康が重臣たちに後継者を誰にすべきか質問したとき、本多正信は秀康を後継にすべきだと主張し、大久保忠隣は秀忠を支持したとされる（『大久保家留書』）[4]。
- 秀吉の人質時代、伏見の馬場で馬を駆けさせていると、秀吉の寵臣が馬術を競うために秀康に馬首を並べて馬走した。秀康は「自分の許しもなく共駆けするとは無礼千万である」として無礼討ちした。しかし秀吉は秀康のこの行為を、「自分の養子をないがしろにするのは、自分に無礼を働いたことと同じ。秀康の処置は天晴れである」と褒め称えたという[13]。
- 秀康が家康と伏見城で相撲観戦していたとき、観客が熱狂して興奮状態になり騒ぎ始めた。すると秀康は観客席から立ち上がって観客を睨みつけた。その威厳に観客の誰もが驚き、騒ぎは一瞬で静まったといわれている。この秀康の威厳には家康も驚き、『校合雑記』には「今日の見物あるなかに、三河守（秀康）が威厳驚きたり」と述べたという。

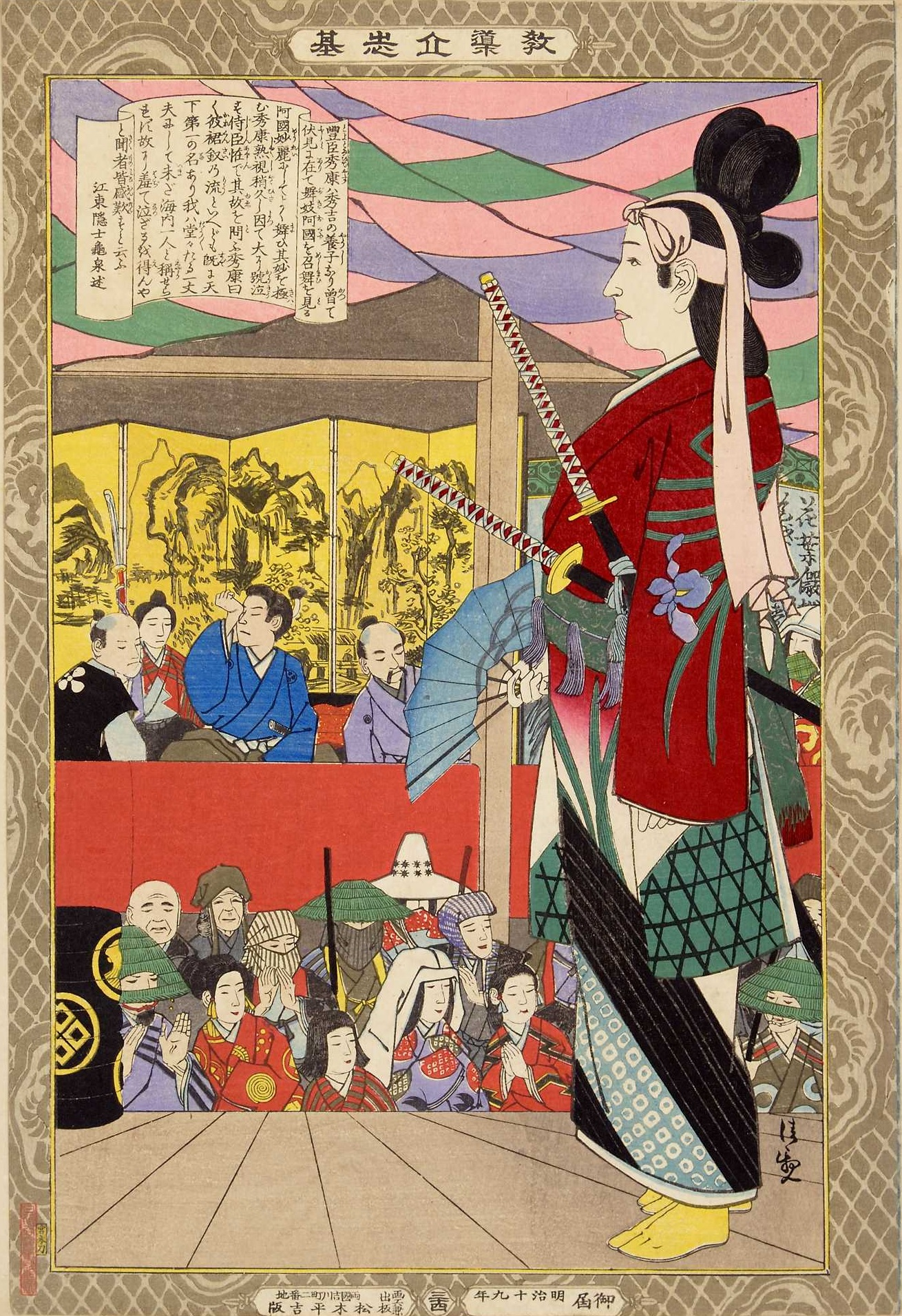
『教導立志基』「越前少将」（小林清親筆）。秀康が出雲阿国を称賛し、同時に自身の境遇を嘆いた逸話を描く。

- 弟の秀忠が徳川将軍家を継いだとき、秀康は伏見城代を務めていた。出雲阿国一座を伏見城に招いて、阿国の歌舞伎を絶賛した後、「天下に幾千万の女あれども、一人の女を天下に呼ばれ候はこの女なり。我は天下一の男となることかなわず、あの女にさえ劣りたるは無念なり」ともらしたという（『武家閑談』四[42]）。
- 石田三成失脚（石田三成襲撃事件）時、秀康と堀尾吉晴が石田三成を護衛して瀬田まで送った。三成はその労を感謝し、正宗の刀を秀康に贈った[43]。この名刀は「石田正宗」と称され、津山藩に伝世されている（名刀「石田正宗」は現在、東京国立博物館蔵）。

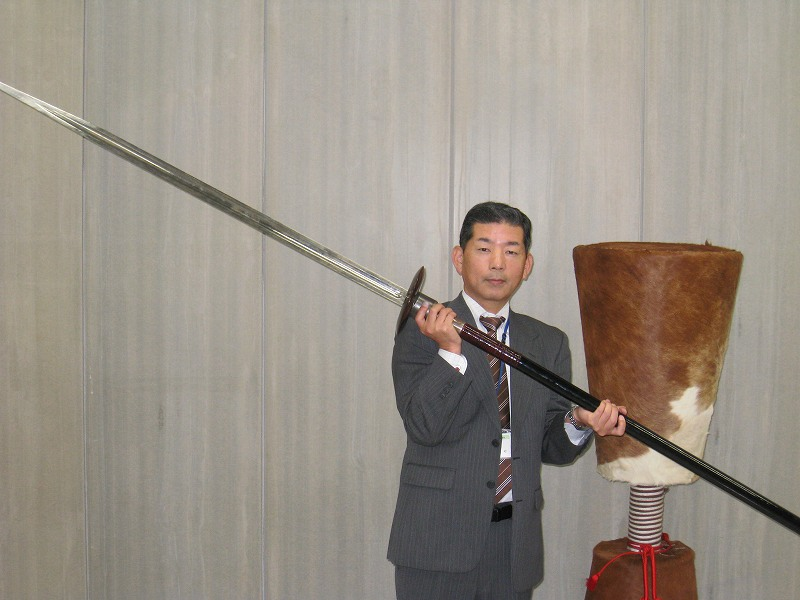
御手杵のレプリカ（結城市）

- 天下三名槍の一つである駿河嶋田の鍛冶師・義助の傑作「御手杵」を所有していたことで知られている。養父・晴朝から譲られたこの槍は、槍身だけで全長210cm、穂先が138cmもあり、常人には振り回せないほど重く大きかったといわれている。
- 慶長8年（1603年）ごろから病床に沈み、11月5日付で秀忠から見舞状を受けている。慶長11年ごろには相当に病が悪化していたようで、公家の舟橋秀賢の『慶長日件録』の5月18日の項に、舟橋秀賢が冷泉為満と一緒に秀康の伏見邸を訪問したとき、秀康本人は腫物をして対面さえできないほどになっていたと記載されている[4]。6月3日、禁裏より薫衣香袋を賜ったときも、秀康は勅使の接待ができない状態だった[4]。
- 新井白石の『藩翰譜』では以下のようなエピソードが書かれている。初対面となった秀康の顔に築山殿の恨みが込められているのを感じた家康はこれを拒んだ。相談を受けた天海が秘法を行うと、秀康の顔に瘡ができ、それが治癒すると以前と全く変わった面相となった。これにより家康は秀康を深く愛するようになったという[9]。しかしなお気に入らないところがあったため、秀吉の養子とされたとしている[9]。
- 秀吉の死後、大老職が設置されると、秀忠は「兄上(秀康)が大老の一人となるだろう」と述べており、秀忠が秀康の器量を評価していたことがうかがえる（大阪城天守閣所蔵文書）[44]。

## 系譜
- 正室：鶴子（? - 1621年）[45] - 結城晴朝養女、江戸重通の娘
  - 長女：松樹院（1591年 - 1594年）
- 側室：岡山（? - 1640年） - 中川一茂の妹[45]
  - 長男：松平忠直（1595年 - 1650年）
  - 次男：松平忠昌（1598年 - 1645年） - 福井松平家
- 側室：駒（? - 1648年） - 三谷長基の娘[46][注 9]
  - 次女：喜佐姫（1598年 - 1655年） - 徳川秀忠の養女、毛利秀就正室
  - 三男：松平直政（1601年 - 1666年） - 雲州松平家
- 側室：品量院（? - 1657年） - 三好長虎の娘[47]
  - 五男：松平直基（1604年 - 1648年） - 結城松平家
- 側室：奈和（? - 1609年） - 津田信益の長女[48]
  - 六男：松平直良（1605年 - 1678年） - 明石松平家
- 側室：布佐[47]
  - 四男：本多吉松（1604年 - 1609年） - 本多富正養子
- 生母不明の子女
  - 男子：呑栄 - 西福寺21世住職
  - 女子：智光院（? - 1619年）

結城家の社稷は秀康の遺言により、のちに五男直基が継いだ。後に松平に改称したため、結城の名字を称する大名はなくなった（しかし直基の子孫は結城家の家紋（巴紋・桐紋）を使い続けた）。
徳川将軍家一門としての、越前松平宗家の家督は嫡男忠直が相続した。忠直の正室は、叔父である秀忠の三女勝姫である。忠直と勝姫との間には松平光長が生まれた。のちに忠直が蟄居処分となると、同母弟忠昌が北ノ庄50万石および家臣団を継承した。秀康の子の5人の男子は徳川将軍家の御家門（越前松平家）となっており、現在も各子孫が続いている。
また、越前松平家は御三家などの序列とは別格の制外の家とされた。この特例は、秀忠の兄として遇された秀康1代限りのものとされたが、各藩は徳川将軍家の兄の家系という意識を持っていた。

## 合印
合戦の際、敵味方を区別する合印「剣大」は、秀康への本多重次の忠義を代々忘れないために、本多の「本」という字を二つに分けて「大」を合印とし「十」の部分を槍の鞘の形とし、父家康との対面を取り成した異母兄信康から授かったもの。のちに「剣大」は津山松平家へ継承され、津山藩の参勤交代などに用いられた。（越前年譜、越前家御代々御道具帳）。

## 官歴
※日付＝旧暦
○出典：『公卿補任』
- 慶長2年（1597年）9月28日 - 参議。（従四位下）
- 慶長8年（1603年）
  - 1月11日 - 参議を辞退。
  - 2月25日 - 従三位。
- 慶長10年（1605年）7月26日 - 権中納言。
- 慶長11年（1606年）1月10日 - 権中納言を辞退。
- 慶長12年（1607年） - 正三位[要出典]。
- 明治42年（1909年）9月11日 - 贈正二位。「徳川秀康」としての贈位[50]。

## 家臣
- 松田康郷
- 山岡景猶（天正13年（1585年）、小栗重国に加えて傅役となる）
- 原貞胤
- 西尾宗次
- 高田一英
- 太田資武
- 梶原政景
- 多賀谷政広
- 多賀谷三経
- 岩上朝吉（岩上朝堅の子）
- 小田守治
- 山川朝信
- 山川晴重
- 皆川勝照（皆川広照子）
- 伊達宗綱
- 土屋昌春（金丸定光子）
- 清水孝正
- 加藤宗月（依田康勝）
- 片山吉次
- 小栗重国
- 松平民部（永見民部）
- 荻田長繁
- 大井田房仲
- 島田成重
- 井上重成（井上正就、井上政重の兄）
- 石川成綱（石川数正の嫡子）
- 朝倉景澄
- 四王天政実
- 青木正玄
- 落合重清

## 結城秀康を主題とする作品

### 小説
- 志木沢郁『結城秀康』　学習研究社〈学研M文庫〉、2005年、ISBN 4-05-901175-4
- 小泉俊一郎 『覆関ヶ原』　学習研究社
- 山田風太郎 『羅妖の秀康』
- 梓澤要 『越前宰相秀康』、文藝春秋、2011年
- 北沢秋『ふたり天下』、河出書房新社、2016年（改題『天下奪回』、河出文庫、2019年）

### ゲーム
- 『新 鬼武者 DAWN OF DREAMS』（カプコン） - 主人公として登場。

## 登場作品

### テレビドラマ
- 『おんな太閤記』（1981年、NHK大河ドラマ、演：深見亮介（於義伊：安田良智））
- 『徳川家康』（1983年、NHK大河ドラマ、演：堀秀行）
- 『独眼竜政宗』（1987年、NHK大河ドラマ、演：新田純一）
- 『葵 徳川三代』（2000年、NHK大河ドラマ、演：岡本富士太）
- 『江〜姫たちの戦国〜』（2011年、NHK大河ドラマ、演：前田健）
- 『どうする家康』（2023年、NHK大河ドラマ、演：岐洲匠（於義伊：岩田琉星））

### ミュージカル
- 『「刀剣乱舞」〜葵咲本紀〜』（2019年、演：二葉要、加古臨王）